# Колесніченко Олена Дмитрівна
Олена Дмитрівна Колесніченко (нар. 3 червня 1993, Рівне, Україна) — українська легкоатлетка, що спеціалізується на бігу з бар'єрами, учасниця Олімпійських ігор 2016 року.

## Основні досягнення
| Рік  | Чемпіонат                     | Місце проведення         | Дисципліна | Місце             | Результат |
| ---- | ----------------------------- | ------------------------ | ---------- | ----------------- | --------- |
| 2010 | Юнацькі Олімпійські ігри      | Сінгапур                 | 3          | 400 м з бар'єрами | 59.25     |
| 2012 | Чемпіонат світу серед юніорів | Барселона, Іспанія       | 4          | 400 м з бар'єрами | 58.10     |
| 2014 | Чемпіонат Європи              | Цюрих, Швейцарія         | 19 (з)     | 400 м з бар'єрами | 58.04     |
| 2015 | Чемпіонат Європи серед молоді | Таллінн, Естонія         | 6          | 400 м з бар'єрами | 56.83     |
| 2015 | Чемпіонат Європи серед молоді | Таллінн, Естонія         | 5          | 4х400 м           | 3:32.86   |
| 2016 | Чемпіонат Європи              | Амстердам, Нідерланди    | 14 (пф)    | 400 м з бар'єрами | 56.84     |
| 2016 | Олімпійські ігри              | Ріо-де-Жанейро, Бразилія | 20 (пф)    | 400 м з бар'єрами | 56.77     |